# Sironko
Sironko – miasto w Ugandzie, stolica dystryktu Sironko.